# Novell
Novell, Inc. fue una compañía de origen estadounidense dedicada al software, específicamente en el área de sistemas operativos de redes, como Novell Netware y GNU/Linux, entre otras ramas de la tecnología. Es la empresa dueña de los derechos de la distribución NLD.
Está ubicada en el valle de Utah y fue fundada en 1979 por George Canova, Darin Field y Jack Davis. Actualmente está en la posición 22 entre las empresas de software más grandes del mundo. [cita requerida]
Cuando las redes informáticas comenzaron a masificarse, su sistema operativo de redes Novell Netware era uno de los más utilizados, hasta que fue desplazado por la aparición de Windows NT de Microsoft.
Entre 1979 y 1994 fue presidida por Raymond Noorda, que especialmente a partir de 1991 realizó una agresiva política de adquisición de otras compañías de software para diversificar la cartera de productos. Así Novell adquirió Digital Research (creadores del DR-DOS), Unix Systems Laboratories (con su producto UnixWare) y WordPerfect. Tras la destitución de Noorda, Novell vendió dichos productos (entre 1995 y 1996) centrándose de nuevo en Netware. Así DR-DOS pasó a Caldera Systems, UnixWare a Santa Cruz Operation (SCO) y WordPerfect a Corel.
Con las adquisiciones de las empresas de Linux Ximian y SUSE en 2002, la empresa se sitúa en un frente interesante con respecto a la lucha de los sistemas operativos, en ambos niveles cliente y servidor, contra el gigante Microsoft.
Sin embargo, la primera semana de noviembre de 2006 se anunció un amplio acuerdo entre Microsoft y Novell. La empresa de Bill Gates pagará a Novell US$308 millones de dólares por mantenimiento durante los próximos 5 años de la plataforma Novell OpenSUSE que opera bajo GNU/Linux. Esto, mediante 350.000 "Cupones" para los clientes de Novell garantizándoles soporte técnico.
Sus principales aportaciones fueron la utilización de un servidor de archivos en lugar de un servidor de discos.
Además, ambas compañías acuerdan el término de sus litigios sobre patentes estableciendo que Microsoft no ha infringido violación de patente alguna.
La compañía fue comprada como una subsidiaria de propiedad total de The Attachmate Group; esta última fue adquirida en 2014 por Micro Focus International, de los cuales Novell es ahora una división.